# カミカゼハナビ
『カミカゼハナビ』は、2008年7月7日に公開された日本映画。
吉本興業の映画製作プロジェクトであるYOSHIMOTO DIRECTOR'S 100の1作品。SFホラー。白黒作品。

## ストーリー
近未来。小惑星群が大気圏突入で燃えつき昼間でも花火のように見えていた。実は、極秘裏にエイリアンの攻撃に対しカミカゼ攻撃を敢行していたのだった。抽選で攻撃隊員に選抜された父親の苦悩と不治の病の息子との絆を描く。

## キャスト
- 川谷修士
- 阿久津賀紀
- 小堀裕之
- たくませいこ

## スタッフ
- プロデューサー : 西林良、相原英雄、長澤克明
- 監督 : 川谷修士
- 監督補 : 清水厚
- 脚本 : 諸岡立身
- 撮影 : 西久保弘一
- 照明 : 白石宏明
- 録音 : 杉田信
- 美術 : 小田川哲也
- 助監督 : 仰木豊、小林憲史、山下久義
- 制作担当 : 岩田智久
- 制作進行 : 宮本むつみ、岩崎光助
- 衣装 : 長谷川雅子
- メイク : 望月志穂美
- 制作協力 : よしもとファンダンゴ、よしもとアール・アンド・シー、プラネットエンターテイメント
- 製作 : 吉本興業